# Liste von Kunstwerken im öffentlichen Raum in Gelsenkirchen
Die Liste von Kunstwerken im öffentlichen Raum in Gelsenkirchen gibt einen Überblick über Kunst im öffentlichen Raum, unter anderem Skulpturen, Plastiken, Landmarken und andere Kunstwerke in Gelsenkirchen. Es besteht kein Anspruch auf Vollständigkeit.

## Kunstwerke in Gelsenkirchen
| Bezeichnung                                                                  | Standort | Koordinate                 | errichtet | Künstler                             | Anmerkungen | Bild          |  |
| ---------------------------------------------------------------------------- | --- | -------------------------- | --------- | ------------------------------------ | --- | ------------- |  |
| Gelsenkirchener Prisma                                                       | Gelsenkirchen-Altstadt Fußgängerzone, Neumarkt                                                                              | 51° 30′ 35″ N, 7° 5′ 46″ O | 1994      | Jürgen LIT Fischer                   | Farbiges Glas, Stahl, Leuchten, Höhe: ca. 24 m. Gestiftet von der Sparkasse Gelsenkirchen anlässlich des 125-jährigen Bestehens                  |               |  |
| Raumplastik                                                                  | Gelsenkirchen-Altstadt, Leopold-Neuwald-Platz, vor der Zentralbibliothek; bis 2015 vor dem Versorgungsamt, Vattmannstraße 2 | 51° 30′ 45″ N, 7° 5′ 31″ O | 1959      | Norbert Kricke                       | Stahl, Betonsockel |               |  |
| Ohne Titel (Mobile Außenplastik)                                             | Gelsenkirchen-Altstadt, Fritz-Rahkob-Platz, Vorplatz am Bildungszentrum Ebertstraße                                         | 51° 30′ 42″ N, 7° 5′ 34″ O | 1971      | George Rickey                        | Stahl, Höhe: ca. 500 cm |               |  |
| Trainer                                                                      | Overwegstraße/Robert-Koch-Straße                                                                                            | 51° 30′ 34″ N, 7° 5′ 28″ O | 2006      | Gisbert Zimmermann                   | |               |  |
| Zweikampf                                                                    | Overwegstraße, gegenüber Musiktheater                                                                                       | 51° 30′ 49″ N, 7° 5′ 21″ O | 2006      | Gisbert Zimmermann                   | |               |  |
| KulturKanal: Tableau 9/15: Mut                                               | Gelsenkirchen-Bismarck, Rhein-Herne-Kanal, Nordufer in Höhe der Zufahrt zum Hafen Bismarck                                  | 51° 32′ 48″ N, 7° 5′ 48″ O | 2010      | Petra Weifenbach, Axel Siefer        | Metalltafel mit weißer Schrift auf rotem Grund                                                                                                   |               |  |
| Raumsäulen                                                                   | Gelsenkirchen-Buer, Westfälische Hochschule Gelsenkirchen                                                                   | 51° 34′ 30″ N, 7° 1′ 50″ O | 1971      | Erich Hauser                         | |               |  |
| Butterwieger                                                                 | Gelsenkirchen-Buer, Kirchplatz St. Urbanus                                                                                  | 51° 34′ 51″ N, 7° 3′ 6″ O  | 1981      | Dieter von Levetzow                  | Bronze, gestiftet von der Buerschen Zeitung |               |  |
| Rebekka                                                                      | Gelsenkirchen-Buer, Altmarkt                                                                                                | 51° 34′ 48″ N, 7° 3′ 7″ O  | 1998      | Heinz Schäpers                       | Schmiedestahl |               |  |
| Olympia                                                                      | Gelsenkirchen-Buer, Goldbergstraße, gegenüber dem Rathaus Gelsenkirchen-Buer                                                | 51° 34′ 40″ N, 7° 3′ 27″ O | 1937      | Fritz Klimsch                        | Bronze |               |  |
| Elastic Cube                                                                 | Gelsenkirchen-Buer, vor dem Kunstmuseum, Horster Straße 5–7                                                                 | 51° 34′ 38″ N, 7° 3′ 14″ O | 2000      | Hans-Dieter Schrader                 | |               |  |
| Steinskulptur                                                                | Gelsenkirchen-Buer, vor dem Kunstmuseum, Horster Straße 5–7                                                                 | 51° 34′ 38″ N, 7° 3′ 14″ O | 1983/84   | Rolf Jörres                          | |               |  |
| Ohne Titel (Mobiles Objekt)                                                  | Gelsenkirchen-Buer, vor dem Kunstmuseum, Horster Straße 5–7                                                                 | 51° 34′ 37″ N, 7° 3′ 15″ O | 1969      | Günter Tollmann                      | Zinkorblech, 225 × 200 × 200 cm |               |  |
| Herkules von Gelsenkirchen                                                   | Gelsenkirchen-Horst, Nordsternpark                                                                                          | 51° 31′ 41″ N, 7° 1′ 55″ O | 2010      | Markus Lüpertz                       | Aluminiumguss, 18 m | Herkules      |  |
| Lichtmaschine                                                                | Gelsenkirchen-Horst, Schloss Horst, Turfstraße 21                                                                           | 51° 32′ 12″ N, 7° 1′ 36″ O | 1970      | Adolf Luther                         | Schwarz lackierter Stahl, Edelstahllamellen, Beton, Motor, Höhe: ca. 700 cm                                                                      |               |  |
| Block 8                                                                      | Gelsenkirchen-Horst, Schloss Horst                                                                                          | 51° 32′ 9″ N, 7° 1′ 35″ O  | 1972      | Günter Tollmann                      | |               |  |
| Monument for a Forgotten Future                                              | Gelsenkirchen-Horst, Schleuse Gelsenkirchen, An den Schleusen 31                                                            | 51° 31′ 51″ N, 7° 3′ 8″ O  | 2010      | Olaf Nicolai, Douglas Gordon, Mogwai | |               |  |
| KulturKanal: Tableau 8/15: Papierfetzen, leere Zigarettenpackungen und Dosen | Gelsenkirchen-Horst, Rhein-Herne-Kanal, Südufer in Höhe des Amphitheaters Gelsenkirchen                                     | 51° 31′ 17″ N, 7° 2′ 4″ O  | 2010      | Markus Hanakan                       | Metalltafel mit schwarzer Schreibschrift auf weißem Grund                                                                                        |               |  |
| Die Kraft des Wassers                                                        | Gelsenkirchen-Schalke, Musiktheater im Revier, Kennedy Platz                                                                | 51° 30′ 48″ N, 7° 5′ 24″ O | 1987      | Takashi Naraha                       | Granit, Edelstahl, Wasser, 400 × 400 × 500 cm,                                                                                                   |               |  |
| Schwammrelief                                                                | Gelsenkirchen-Schalke, Foyer des Musiktheaters im Revier                                                                    | 51° 30′ 50″ N, 7° 5′ 29″ O | 1957/1959 | Yves Klein                           | Naturschwammreliefs, eingefärbt |               |  |
| Ohne Titel                                                                   | Gelsenkirchen-Schalke, Außenwand der Kassenhalle des Musiktheaters im Revier                                                | 51° 30′ 49″ N, 7° 5′ 29″ O | 1959      | Robert Adams                         | Betonrelief, weißer Ortbeton, ca. 3 m × 22 m × 0,45 m                                                                                            |               |  |
| Großes Relief in zwei Ebenen                                                 | Gelsenkirchen-Schalke, Südwand des kleinen Hauses des Musiktheaters im Revier                                               | 51° 30′ 49″ N, 7° 5′ 25″ O | 1957/59   | Norbert Kricke                       | gebündelte Stahlrohre |               |  |
| Energie-Transformator licht-grün                                             | Gelsenkirchen-Schalke, Rasenstück westlich des Musiktheaters im Revier, Ecke Florastraße/Overwegstraße                      | 51° 30′ 49″ N, 7° 5′ 22″ O | 1999      | Hermann J Kassel                     | Glasbausteine auf Fundamentplatte, Photovoltaikanlage, LEDs, 300 cm × 300 cm × 300 cm                                                            |               |  |
| Himmelstreppe                                                                | Gelsenkirchen-Ückendorf, Halde Rheinelbe                                                                                    | 51° 29′ 13″ N, 7° 6′ 44″ O | 1999      | Herman Prigann                       | Betonfragmente, 120 m hoch (2019 komplett mit Silberfarbe besprüht, binnen Jahresfrist wieder entfernt)                                          | Himmelstreppe |  |
| Skulpturen-Wald Rheinelbe                                                    | Gelsenkirchen-Ückendorf, Halde Rheinelbe                                                                                    | 51° 29′ 33″ N, 7° 6′ 43″ O | 1995      | Herman Prigann                       | Abfall-Materialien des Industrie-Zeitalters wie alte Mauerstücke, Betonblöcke und Stahlteile sowie Naturmaterialien, Baumstämme, Steine und Sand | Mondholz      |  |
| o.T.                                                                         | Wissenschaftspark Gelsenkirchen                                                                                             | 51° 29′ 56″ N, 7° 6′ 27″ O | 1996      | Dan Flavin                           | |               |  |
| Klangfeld der Steine am Mechtenberg – zum Thema Kreuz                        | Landschaftspark Mechtenberg                                                                                                 | 51° 29′ 14″ N, 7° 6′ 7″ O  |           | Thomas Link                          | |               |  |
| Mobile Plastik ohne Titel                                                    | Gelsenkirchen-Ückendorf, vor dem Amtsgericht, Bochumer Straße 79                                                            | 51° 30′ 4″ N, 7° 6′ 26″ O  | 1973      | Günter Tollmann                      | |               |  |
| Reservebank                                                                  | Kurt-Schumacher-Straße/Stan-Libuda-Weg, vor der Veltins-Arena                                                               | 51° 33′ 9″ N, 7° 3′ 51″ O  | 2006      | Gisbert Zimmermann                   | |               |  |
| Einwurf                                                                      | Kurt-Schumacher-Straße/Stan-Libuda-Weg, vor der Veltins-Arena                                                               | 51° 33′ 8″ N, 7° 3′ 51″ O  | 2006      | Gisbert Zimmermann                   | |               |  |
| Elfmetertöter                                                                | Kurt-Schumacher-Straße/Stan-Libuda-Weg, vor der Veltins-Arena                                                               | 51° 33′ 7″ N, 7° 3′ 52″ O  | 2006      | Gisbert Zimmermann                   | |               |  |